# 白老シーフードカレー
白老シーフードカレー（しらおいシーフードカレー）は、北海道白老町で販売されているご当地グルメのカレーである。地元で多量に取れ、特産品とも言えるサラ貝を加えているのが特徴である。

## 概要
サラ貝は多量に取れるものの知名度が低く、地元の人間以外にはあまり食べられていなかったが、町おこしと、サラ貝の利用普及のためにご当地メニューとしてカレーにして供することになったという。2008年7月頃から販売するようになった。2009年には白老町内の小学校の給食にもなっている。
しかし、現在はご当地グルメで、地産地消を進めている程度であり、外部に対して有名とは言いがたく、北海道のご当地カレーのマイナーな一つ程度である。
なお、提供店舗には下記ルールを義務付けている。
- 白老の食材を用いたカレーを提供する。定番は「さら貝」とし、旬な魚介類を取り入れて通年で展開する。
- カレーに用いる食材は白老産、または北海道産とする。
- 販売店には統一のマーク・愛称を用いる。

## 註
1. 1 2  ■ 白老「サラ貝カレー」の研究会設立、商品化目指す.室蘭民報.2008年4月15日
2. ↑  【白老】1日に「サラ貝カレー」1周年記念イベント.苫小牧民報社.2009年7月30日
3. ↑  【白老】みんな大好きサラ貝カレー 学校給食に初登場.苫小牧民報社.2009年11月19日
4. ↑  「北海道カレーサミット」開催へ ご当地の味、8種競演.朝日新聞.2008年6月6日
5. ↑  しらおいシーフードカレー

## 参考
- 北海道ご当地カレーエリアネットワーク公式ホームページ